# Chkrootkit
 (mai 2025).

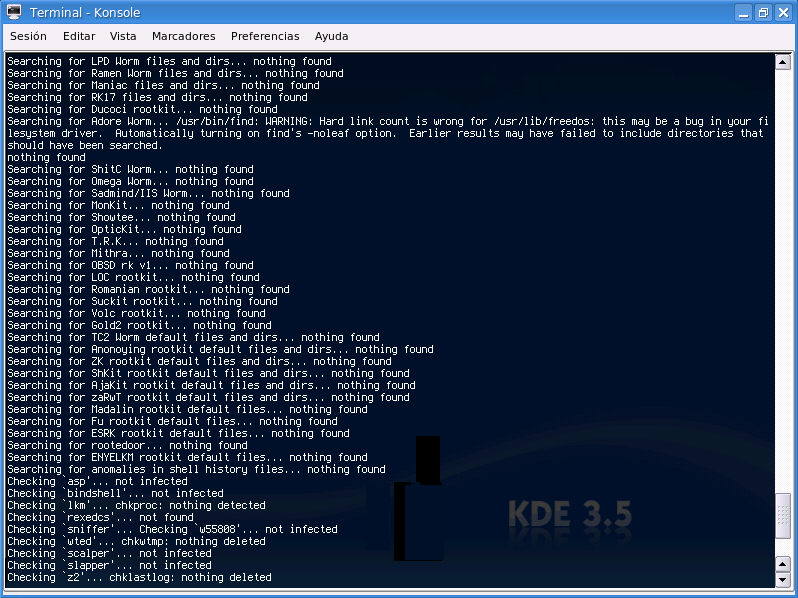
Chkrootkit sur une machine Linux

chkrootkit est un logiciel libre sous licence GNU GPL permettant de détecter si un système UNIX n'a pas été compromis par un rootkit.
Il permet de détecter les traces d'une attaque et de rechercher la présence d'un rootkit sur un système Unix/Linux en vérifiant les quelques points suivants :
- si des fichiers exécutables du système ont été modifiés ;
- si la carte réseau est en mode Promiscuous ;
- si un ou des vers LKM (Loadable Kernel Module) sont présents.

La vérification effectuée au sujet du "mode promiscuous" consiste à voir si la carte réseau est configurée pour récupérer et lire toutes les trames, indiquant la possibilité qu'un sniffer soit installé sur le système.
La définition exacte de rootkit donnée par Le Jargon Français est :
« ensemble d'exploits réunis afin d'avoir des chances maximales de piquer un compte root (administrateur), c'est-à-dire avec lequel on peut faire n'importe quoi) sur une machine Unix. »